# Irving Pérez
Irving Adrián Pérez Pineda (Jojutla, 16 maggio 1986) è un triatleta messicano, è statto campione continentale ai campionati panamericani di Monterrey 2019 e St. George 2021. Ha rappresentato il Messico a due edizioni dei Giochi olimpici estivi: Rio de Janeiro 2016, in cui si è classificato ventiduesimo nella prova individuale, Tokyo 2020, dove si è classificato quindicesimo nella gara a squadre e quarantacinquesimo prova individuale.

## Palmarès
- Giochi panamericani

Toronto 2015: bronzo nell'individuale;
Lima 2019: bronzo nella staffetta mista;
- Campionati panamericani

Dallas 2014: bronzo nell'individuale;
Monterrey 2015: argento nell'individuale;
Monterrey 2019: oro nell'individuale; argento nella staffetta mista;
St. George 2021: oro nell'individuale;